# هنادی التمن
هنادی التمن (اوکراینی: Геннадій Семенович Альтман؛ زادهٔ ۲۲ مهٔ ۱۹۷۹) بازیکن فوتبال اهل اوکراین است.
از باشگاه‌هایی که در آن بازی کرده‌است می‌توان به باشگاه فوتبال ماریوپول، باشگاه فوتبال زیمبرو کیشیناو، باشگاه فوتبال متالورگ دونتسک، باشگاه فوتبال خیمکی، و باشگاه فوتبال چورنومورتس اودسا اشاره کرد.